# Bertring
Bertring est une ancienne commune de la Moselle en région Lorraine. Village rattaché à Grostenquin en 1960.

## Toponymie
- Berteringa ou Berteringe (XIIe siècle), Bertrenges (1472), Bertringen (1664-65), Bertingue (1756)[1].

## Histoire
- Village de la cour et de la paroisse de Gros-Tenquin et de la seigneurie de Hinguesange en 1682.
- Faisait partie du district de Morhange en 1793.
- Bertring a été rattaché une première fois à Grostenquin de 1812 à 1835[2], puis de nouveau en 1960[3].

## Démographie
Le record de population fut de 515 en 1836.
| 1793 | 1800 | 1806 | 1836 | 1841 | 1861 | 1866 | 1872 | 1876 |
| ---- | ---- | ---- | ---- | ---- | ---- | ---- | ---- | ---- |
| 259  | 262  | 328  | 515  | 439  | 372  | 364  | 340  | 318  |

| 1881 | 1886 | 1891 | 1896 | 1901 | 1906 | 1911 | 1921 | 1926 |
| ---- | ---- | ---- | ---- | ---- | ---- | ---- | ---- | ---- |
| 315  | 282  | 267  | 250  | 226  | 224  | 201  | 174  | 174  |

| 1931 | 1936 | 1946 | 1954 | - | - | - | - | - |
| ---- | ---- | ---- | ---- | - | - | - | - | - |
| 185  | 170  | 140  | 154  | - | - | - | - | - |